# Iourievo (oblast de Nijni Novgorod)
Iourievo (Ю́рьево) est un village de Russie situé dans le raïon de Gaguino de l'oblast de Nijni Novgorod et siège administratif du conseil rural de Iourievo qui comprend huit autres villages. Il comptait 438 habitants en 2020.

## Géographie
Le village se trouve sur la rive gauche de la rivière Piana à 11 km au nord-est de Gaguino et 1 km au nord-est de Kalinino.

## Histoire
Iourievo appartenait à la fin du XIXe siècle à la volost de Iourievo de l'ouïezd de Sergatch (à 40 verstes) dans le gouvernement de Nijni Novgorod. Il comptait alors 1 136 habitants, une école de zemtsvo, trois moulins à vent, une forge, une fabrique de teinture, une briqueterie, un petit hospice. En 1916, le village comptait 1 477 habitants.

## Patrimoine
Le village possède une grande église en ruines de style néo-classique (appelé « style Empire » en Russie) avec des frontons à la grecque imposants et un vaste dôme. Elle a été construite en 1819-1829 et est dédiée à la Résurrection du Christ. Elle est inscrite au patrimoine architectural de l'oblast de Nijni Novgorod. Une petite chapelle (maison de prière) de briques a été construite juste à côté en 2001. Elle dépend aujourd'hui du doyenné de Boldino de l'éparchie de Lyskovo et dispose d'une école du dimanche pour la catéchisation des enfants.